# Voganj
Voganj (v srbské cyrilici Вогањ, maďarsky Vogány) je vesnice na severu Srbska. Administrativně je součástí pod město Ruma. Obyvatelstvo vesnice je převážně srbské národnosti, malým počtem jsou zastoupeni také Maďaři. V roce 2011 zde žilo 1506 obyvatel.
V obci se nachází pravoslavný kostel svatého Mikuláše (srbsky Crkva svetog Nikole), na severním okraji obce se rovněž nachází kaple sv. Petky. První písemná zmínka o Voganji pochází z roku 1339. Elektrifikace obce byla uskutečněna roku 1913.